# La glòria del meu pare
La glòria del meu pare (títol original: La Gloire de mon père) és una pel·lícula francesa de Yves Robert estrenada l'any 1990, sobre un guió de Louis Nucera i Jérôme Tonnerre; a partir de la novel·la homònima del cicle dels Records d'infantesa de Marcel Pagnol apareguda l'any 1957. Ha estat doblada al català.
Philippe Caubère i Nathalie Roussel encarnen els pares de Marcel Pagnol (Julien Ciamaca) i Paul (Victorien Delamare). L'oncle Jules i la tia Rosa són interpretats per Didier Pain i Thérèse Liotard. Passatges del text de la novel·la original són narrats per Jean-Pierre Darras.
La glòria del meu pare, nominada 4 vegades als Césars, va ser seguit per Le Chateau de ma mère estrenada al cinema el mateix any.

## Argument

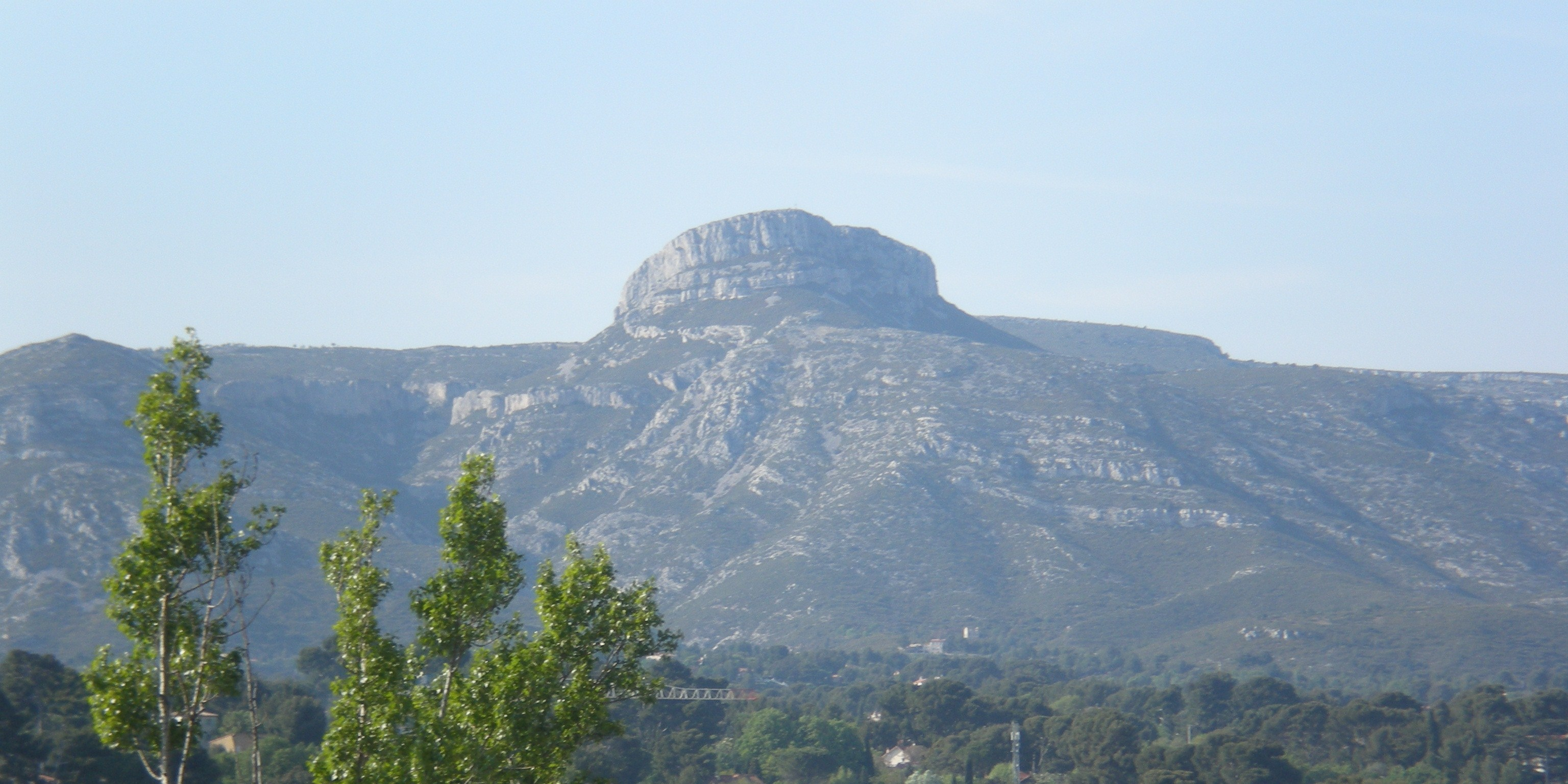
El massís del Garlaban, lloc de rodatge

Fill d'un professor marsellès, Marcel Pagnol passa els seus primers anys al món de l'escola on és un bon alumne. Jove adolescent, durant les vacances de l'estiu 1904, descobreix les garrigues que envolten Marsella i el Garlaban, als quals quedarà lligat tota la seva vida. La vella casa de fusta llogada per la família esdevé el centre d'una mena de paradís poblat de personatges pintorescos com Lili des Bellons, un jove camperol que esdevindrà el seu amic i la iniciarà als misteris dels turons.
El seu pare i el seu oncle es consagren a la caça i és una proesa de caçador, un duplicat de bartavelles, que serà esdevindrà la glòria del seu pare.

## Repartiment
- Philippe Caubère: Joseph Pagnol
- Nathalie Roussel: Augustine Pagnol
- Julien Ciamaca: Marcel Pagnol amb 11 anys
- Victorien Delamare: Paul Pagnol
- Didier Pain: Oncle Jules
- Thérèse Liotard: Tia Rosa
- Joris Molinas: Lili des Bellons
- Paul Crauchet: Edmond de les Papallones anomenat Mond des Parpaillouns
- Benoît Martin: Marcel Pagnol a 5 anys
- Pierre Maguelon: François, pare de Lili
- Michel Modo: El carter
- Jean Rougerie: Bergougnas, el brocanter
- Victor Garrivier: El capellà de la Treille
- Raoul Curet: Senyor Vincent
- Maxime Lombard: Senyor Arnaud
- Michèle Loubet: Mademoiselle Guimard, la institutriu
- René Loyon: Senyor Besson
- Annick Danis: La bona
- Roland Martin: El wattman
- Jean-Pierre Darras: Veu del narrador, Marcel Pagnol major
- Michèle Barthélémy Zafrilla: Mamà que ensenya a anar amb bicicleta al seu noi

## Al voltant de la pel·lícula
- Yves Robert va realitzar simultàniament les dues adaptacions dels dos primers volums dels Records d'infantesa de Marcel Pagnol. El Castell de la meva mare, va sortir algunes setmanes després de la Glòria del meu pare.[3]
- El personatge de Joseph Pagnol, professor ple de moral laica, és interpretat per Philippe Caubère, actor de teatre (Teatre del Sol d' Ariane Mnouchkine) descobert pel gran públic per la seva interpretació de Molière al film Molière de Ariane Mnouchkine.
- Augustine, la mare dolça i indulgent de Marcel Pagnol, és interpretada per Nathalie Roussel, que tindrà un paper similar als dos films que segueixen la infantesa del cineasta Henri Verneuil: « Mayrig » i « 588, carrer Paradís ».
- El personatge de l'oncle Jules és interpretat per Didier Pa, igualment conegut per ser l'oncle i el mentor al començament de Vanessa Paradis.
- El film és també interpretat per papers populars secundaris com Pierre Maguelon, conegut del públic pel seu paper a la sèrie « Les Brigades del Tigre ».
- El jove actor que interpreta Marcel Pagnol, Julien Ciamaca, no va seguir la carrera: aquesta va ser la seva única aparició al cinema. Idem per Victorien Delamare, alias Paul, o Joris Molinas que interpreta Lili des Bellons.
- Grambois és a la pantalla l'antic poble de la Treille. La casa que va servir de decorat a la « Bastide Neuvr » és un domini de caça privat situat a Pichauris, a Allauch, al cor del Massís de l'Etoile i del Garlaban.[4]
- Els passatges del text de Pagnol són pronunciats per l'actor Jean-Pierre Darras.

## Nominacions
- César a la millor actriu secundària per Thérèse Liotard
- César a la millor esperança masculina per Philippe Uchan
- César a la millor música original escrita per un film per Vladimir Cosma
- César al millor vestuari per Agnès Negre